# 4713 Steel
4713 Steel је астероид са средњом удаљеношћу од Сунца која износи 1,926 астрономских јединица (АЈ).
Апсолутна магнитуда астероида је 12,8.